# 萝宾·伍德豪斯
萝宾·伍德豪斯（英語：Robyn Woodhouse，1943年7月26日—），澳大利亚女子田径运动员。她曾代表澳大利亚参加1962年和1966年大英帝国和英联邦运动会田径比赛，获得一枚金牌和一枚铜牌。